# Беднарский, Генрик
Генрик Ян Беднарский (пол. Henryk Jan Bednarski; 22 июня 1934, Малкиня Гурна - 30 октября 2023, Быдгощ) — польский государственный и политический деятель, первый секретарь Быдгощского воеводского комитета ПОРП, секретарь ЦК ПОРП, министр национального образования ПНР. Приобрёл широкую известность во время Быдгощского кризиса весной 1981.

## Ранняя биография
Родился в семье лесничего Никодима Беднарского и его жены Янины. Заочно окончил Педагогический университет в Гданьске. В молодости работал школьным учителем. С четырнадцатилетнего возраста состоял в «польском комсомоле» СПМ, с двадцатилетнего — в правящей компартии ПОРП. В 1960 Генрик Беднарский был зачислен в партийный аппарат.
До 1963 был секретарём по пропаганде партийного комитета в Тухоле. Затем до 1969 возглавлял организацию Союза сельской молодёжи в Быдгощском воеводстве. В 1973 прослушал трёхмесячные курсы в Высшей партийной школе при ЦК КПСС. С 1973 по 1978 Беднарский — заведующий отделом науки и образования воеводского комитета ПОРП.
Параллельно в 1969–1980 был научным сотрудником Педагогического университета в Быдгоще. Заведовал кафедрой социологии, затем занимал должность проректора. Несколько лет возглавлял Быдгощское научное общество.

## Партийный секретарь

### В Быдгоще
Резкий карьерный взлёт Генрика Беднарского пришёлся на 1980. Ему способствовали августовское забастовочное движение и создание независимого профсоюза Солидарность. На место скомпрометированных руководителей поднимались менее известные функционеры, подобные Беднарскому.
В Быдгоще был отстранён первый секретарь воеводского комитета Юзеф Майхжак, известный жёстко авторитарным стилем руководства. Группа влиятельных партийных функционеров во главе с первым секретарём горкома Игнацы Иваньчем поддержала кандидатуру Беднарского. На пленуме воеводского комитета 16 октября Генрик Беднарский был утверждён первым секретарём. Он обладал репутацией «партийного интеллигента», и общественность ожидала от Беднарского более либерального курса.
Однако, несмотря на сложившийся имидж, Беднарский придерживался ортодоксально-коммунистической и просоветской линии. Кроме того, на новом посту он отличился в плане самообеспечения: переехал в новый дом, наладил систему собственного снабжения — что было отмечено горожанами. При этом Беднарский явно не сумел реально взять освоить политический и административный потенциал первого секретаря. Фактически парторганизацией и регионом руководили секретари Зенон Жмудзиньский, Игнацы Иваньч, Януш Земке, Рышард Бандошек, Богдан Дымарек, к ним примыкали воеводский комендант милиции Юзеф Коздра и его заместитель по госбезопасности Зенон Дрында.
Быдгощская организация ПОРП явно проигрывала противоборство с «Солидарностью». За период с августа 1980 по декабрь 1981 она потеряла до 10 % членского состава (значительное большинство вышедших из партии были заводскими рабочими). Серьёзные конфликты возникали, в частности, из-за требований предоставить партийные и административные здания под больницы, поликлиники, школы и детские сады. В некоторых случаях это удавалось. В городе Накло-над-Нотецён симпатизировавшие «Солидарности» партийный секретарь Адам Кнёла и глава городской администрации Станислав Граек поступили так добровольно. На их фоне позиция Беднарского, упорно отстаивавшего занимаемые помещения, подвергалась особенно резкой критике.
Председателем Быдгощского профцентра «Солидарности» был инженер велосипедного завода Ян Рулевский — непримиримый антикоммунист, настроенный на конфронтацию с ПОРП. Жёсткий конфликт произошёл 19 марта 1981 — члены профсоюзной делегации, явившаяся на переговоры с властями о легализации Сельской Солидарности, были жестоко избиты милицией прямо в зале городского совета. Результатом стали массовые протесты по всей стране и многомиллионная всепольская забастовка.
Непосредственно в этих событиях Генрик Беднарский не участвовал, но по должности первого секретаря санкционировал действия силовиков. Он оправдывал действия милиции, ответственность за столкновение, вопреки очевидности, пытался возложить на «Солидарность». От быдгощских журналистов, сочувствующих «Солидарности», требовал «не поддаваться эмоциям» и освещать ситуацию исключительно с партийной позиции. Впоследствии Беднарский отказывался комментировать свою роль в Быдгощском марте.
В марте сразу после событий Беднарский подал в Политбюро ЦК ПОРП заявление об отставке, которое было отклонено. На пленуме воеводского комитета в апреле он предпринял аналогичный демарш, но — как он и рассчитывал — получил «полное доверие коммунистов» и просьбу оставаться в должности. Одновременно из состава комитета был выведен Юзеф Майхжак. Однако, несмотря на выигрыши в аппаратных интригах, политические позиции Беднарского были заметно подорваны мартовским кризисом. Жители региона больше не связывали с ним прежних надежд на перемены.
В период военного положения Генрик Беднарский проводил в Быдгоще репрессивную политику WRON. С его санкции активисты «Солидарности» подвергались интернированиям, арестам, увольнениям, иным формам преследований. В то же время, как и в Быдгощском марте, он не оказывался «на острие событий». Первый секретарь Беднарский, в отличие от секретарей Жмудзиньского, Земке, Бандошека, не был включён в состав Воеводского комитета обороны — регионального органа чрезвычайного управления под руководством военного комиссара WRON полковника Юзефа Мусяла.

### В Варшаве
Деятельность Беднарского как быдгощского секретаря была оценена высшим партийным руководством. В конце ноября 1983 он был переведён в Варшаву и назначен секретарём ЦК ПОРП. В 1985—1986 возглавлял в ЦК отдел науки и образования, в 1986—1988 был председателем идеологической комиссии. Входил в редколлегию печатного органа ЦК ПОРП Nowe Drogi, возглавлял редколлегию партийного теоретического журнала Ideologia i polityka. Проводил курс партийного консерватизма, но в полной мере ориентировался на Войцеха Ярузельского.
В октябре 1987 Генрик Беднарский был назначен министром национального образования в правительстве Збигнева Месснера. Добивался увеличения бюджетного субсидирования образовательной системы. Занимал министерский пост менее года, до прихода на пост главы правительства Мечислава Раковского.
Состоял в руководстве Грюнвальдского комитета — формально общественной организации, созданной партийным аппаратом. Беднарский стал последним председателем Общества польско-советской дружбы в 1987—1991.
Был награждён рядом орденов и медалей ПНР, СССР, НРБ. Командорский крест ордена Возрождения Польши получил уже в 2001 — от тогдашнего президента Республики Польша Александра Квасьневского, тоже бывшего функционера ПОРП.
В 1988 новая забастовочная волна вынудила партийно-государственное руководство пойти на переговоры в Магдаленке и Круглый стол с «Солидарностью». Результатом соглашений стало проведение «полусвободных» выборов 4 июня 1989, на которых победу одержала «Солидарность».
Баллотировался от Быдгоща в сенат Польши. Как и все кандидаты ПОРП в верхнюю палату (в сейме за правящей партией была забронирована квота), он потерпел поражение. За Беднарского проголосовали менее 8,4 % избирателей; избран был соратник Рулевского Антоний Токарчук.

## После отставки
После поражения на выборах оставил политику и отошёл от общественной жизни. Занимался сельской социологией, опубликовал около сотни научно-публицистических статей (в основном о социально-трудовой адаптации сельских женщин и молодёжи). Преподавал в нескольких университетах Варшавы, был ректором частного Университета педагогических навыков в Рыках, деканом Мазовецкого гуманитарно-педагогического института в Ловиче.
В 2002 основал и возглавил общественную ассоциацию «Польша — Украина». С 2015 до конца жизни являлся почётным президентом общества.
Позиционировался как учёный, учитель и коренной представитель польской деревни. Партийный этап своей биографии старался не афишировать. Был женат, имел сына-журналиста. Из видов отдыха предпочитал лесные прогулки и велосипед. 
Скончался в своём доме в Быдгоще в возрасте 89 лет. 